# Condrita

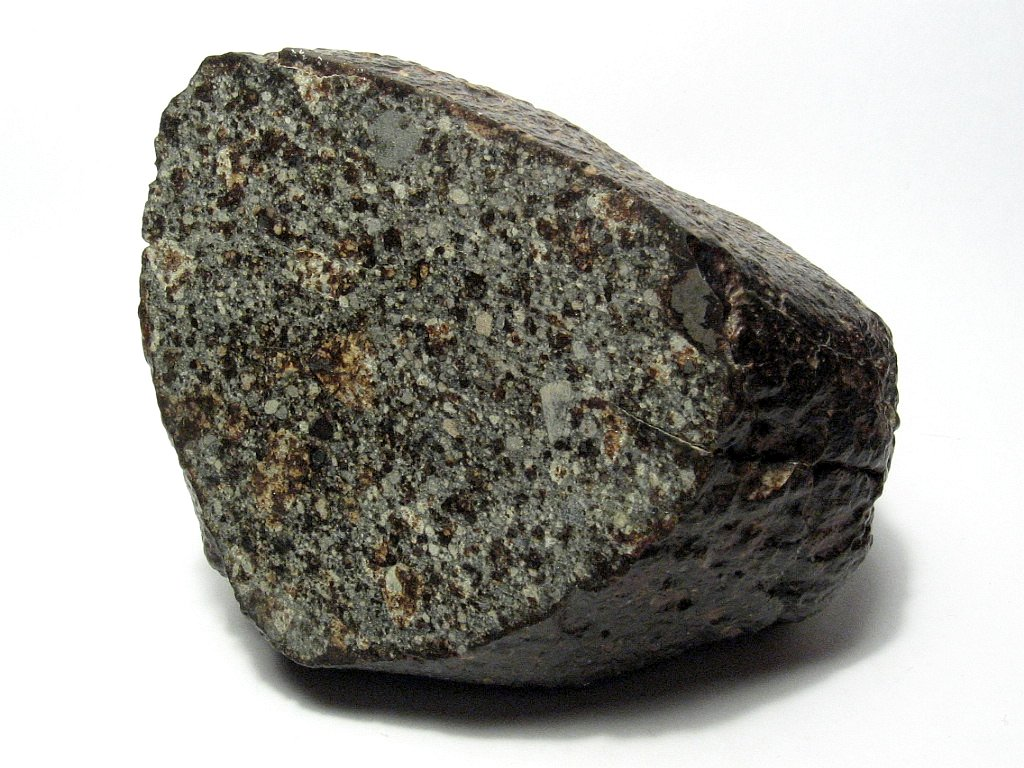
Condrita NWA 869.

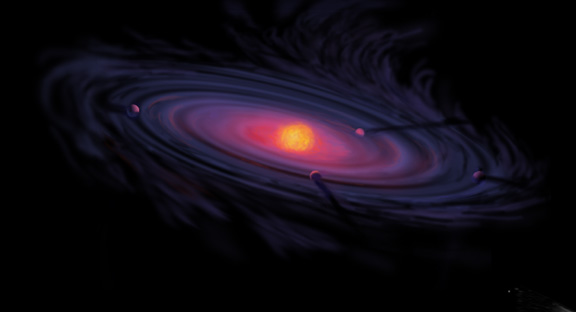
Recreación de un disco protoplanetario, donde las partículas de polvo y granos chocan, y por acreción forman planetas o asteroides. Imagen de la NASA.

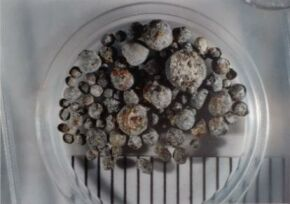
Cóndrulos de la condrita Bjurböle.

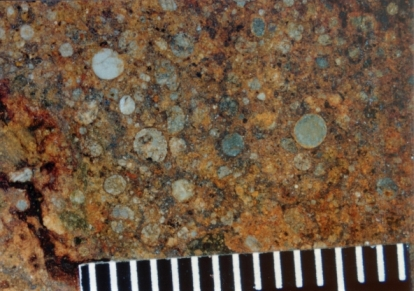
Cóndrulos de la condrita Grassland.

Las condritas o condritos son meteoritos no metálicos (rocosos) que no han sufrido procesos de fusión o de diferenciación en los asteroides de los que proceden. Representan el 85.7 % de los meteoritos que caen a la Tierra. Su conocimiento aporta claves importantes para comprender el origen y la edad del sistema solar, la síntesis de compuestos orgánicos, el origen de la vida o la presencia de agua en la Tierra. Una de sus características es la presencia de cóndrulos, que son esferas submilimétricas formadas por distintos minerales, y que suelen constituir entre el 20 % y el 80 % del volumen de las condritas.
Se diferencian de los meteoritos metálicos por su composición pobre en hierro (Fe) y níquel (Ni). Otro tipo de meteoritos no metálicos, las acondritas, carecen de los característicos cóndrulos, y se formaron con posterioridad.

## Formación
Su formación se produjo por la acreción de partículas de polvo y pequeños granos presentes en el primitivo sistema solar, dando lugar a asteroides, hace 4550 millones de años. Una prueba de esto es que la abundancia de elementos no volátiles en un condrito es similar a la presente en las atmósferas del Sol y otras estrellas de nuestra galaxia. Aunque las condritas nunca han llegado a fundir, sí han podido experimentar altas temperaturas, suficientes para que sufran los efectos de un metamorfismo térmico.

## Características
Lo más característico en las condritas es la presencia de cóndrulos. Se tratan de esferas, normalmente submilimétricas, de distinta textura, composición y mineralogía, cuyo origen sigue siendo objeto de debate. La comunidad científica aceptaba que estas esferas se formaron gracias a la acción de una onda de choque en el sistema solar, aunque no se podía explicar la naturaleza de dicha onda. En 2005 se publicó un trabajo en el cual se propuso que la inestabilidad gravitacional del disco gaseoso del cual se formó Júpiter generó una onda de choque con una velocidad superior a 10 km/s que pudo dar lugar a los cóndrulos.

## Clasificación de las condritas
A la mayoría de las condritas se les asigna un número (tipo petrológico) del 1 al 7, según el grado de alteración de los cóndrulos. Así, una condrita con un «3» no tiene alterados sus cóndrulos. Números mayores implican el aumento de metamorfismo térmico, hasta llegar a 7, donde el cóndrulo se ha destruido. Los números más bajos de 3 se asignan a las condritas cuyos cóndrulos se han visto alterados por la presencia de agua, hasta llegar a 1, donde el cóndrulo se ha obliterado por esta alteración. Según su composición y su tipo petrológico se distinguen los siguientes tipos:
| Tipo                   | Subtipo             | Estado de los cóndrulos/minerales presentes      | Designación por número y letra |
| ---------------------- | ------------------- | ------------------------------------------------ | ------------------------------ |
| Condritas de enstatita |                     | Abundantes                                       | E3, EH3, EL3                   |
| Condritas de enstatita | Distinguibles       | E4, EH4, EL4                                     |                                |
| Condritas de enstatita | Menos distinguibles | E5, EH5, EL5                                     |                                |
| Condritas de enstatita | Indistinguibles     | E6, EH6, EL6                                     |                                |
| Condritas de enstatita | Fundidos            | E7, EH7, EL7                                     |                                |
| Condritas ordinarias   | H                   | Abundantes                                       | H3-H3,9                        |
| Condritas ordinarias   | H                   | Distinguibles                                    | H4                             |
| Condritas ordinarias   | H                   | Menos distinguibles                              | H5                             |
| Condritas ordinarias   | H                   | Indistinguibles                                  | H6                             |
| Condritas ordinarias   | H                   | Fundidos                                         | H7                             |
| Condritas ordinarias   | L                   | Abundantes                                       | L3-L3,9                        |
| Condritas ordinarias   | L                   | Distinguibles                                    | L4                             |
| Condritas ordinarias   | L                   | Menos distinguibles                              | L5                             |
| Condritas ordinarias   | L                   | Indistinguibles                                  | L6                             |
| Condritas ordinarias   | L                   | Fundidos                                         | L7                             |
| Condritas ordinarias   | LL                  | Abundantes                                       | LL3-LL3,9                      |
| Condritas ordinarias   | LL                  | Distinguibles                                    | LL4                            |
| Condritas ordinarias   | LL                  | Menos distinguibles                              | LL5                            |
| Condritas ordinarias   | LL                  | Indistinguibles                                  | LL6                            |
| Condritas ordinarias   | LL                  | Fundidos                                         | LL7                            |
| Condritas carbonáceas  | Ivuna               | Filosilicatos, magnetita                         | CI                             |
| Condritas carbonáceas  | Mighei              | Filosilicatos, olivino                           | CM1-CM2                        |
| Condritas carbonáceas  | Vigarano            | Olivinos ricos en Fe, minerales de Ca y Al       | CV2-CV3.3                      |
| Condritas carbonáceas  | Renazzo             | Filosilicatos, olivino, piroxeno, metales        | CR                             |
| Condritas carbonáceas  | Ornans              | Olivino, piroxeno, metales, minerales de Ca y Al | CO3-CO3.7                      |
| Condritas carbonáceas  | Karoonda            | Olivino, minerales de Ca y Al                    | CK                             |
| Condritas carbonáceas  | Bencubbin           | Piroxeno, metales                                | CB                             |
| Condritas carbonáceas  | High Iron           | Piroxeno, metales, olivino                       | CH                             |
| Tipo Kakangari         |                     |                                                  | K                              |
| Rumurutiites           |                     | Olivino, piroxenos, plagioclasa, sulfuros        | R                              |

### Condritas de enstatita

Condrita de enstatita (EH5) Saint Sauveur.

También llamadas «condritas E.» Exceptuando las recogidas en la Antártida y las recolectadas por la National Weather Association (NWA), solo se han encontrado veinticuatro. Deben su nombre a la gran cantidad de enstatita presente. El hierro que contiene no se encuentra formando óxidos, sino sulfuros o como metal. Esto indicaría que su formación se produjo en una zona con carencia de oxígeno, probablemente en el interior de la órbita de Mercurio.

### Condritas ordinarias

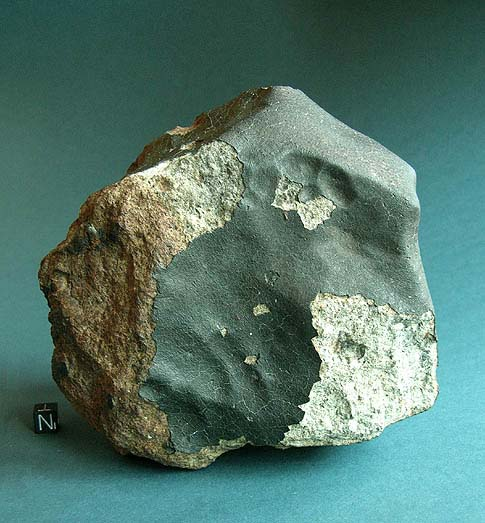
Condrita ordinaria LL6.

Las condritas ordinarias conforman el tipo de condritas más común (Condritas O), comprendiendo el 93.5 % de las condritas caídas. Se las designa con las letras H, L y LL según va decreciendo su contenido en hierro oxidado y metal. Las condritas H (también llamadas condritas Broncita) tienen entre un 12 % y un 21 % de hierro metálico, y están formadas por olivino, piroxeno, plagioclasa, metal y sulfuros; las condritas L (también llamadas condritas Hiperestena) tienen entre un 5 % y un 10 % de hierro metálico, y sus minerales más comunes son los mismos que en las condritas H; y las condritas LL (también conocidas como condritas Anfoterita) poseen sobre un 2 % de Fe metálico, y contienen bronzita, oligoclasa y olivino.
Ejemplo de este grupo es el meteorito NWA 869.

### Condritas carbonáceas

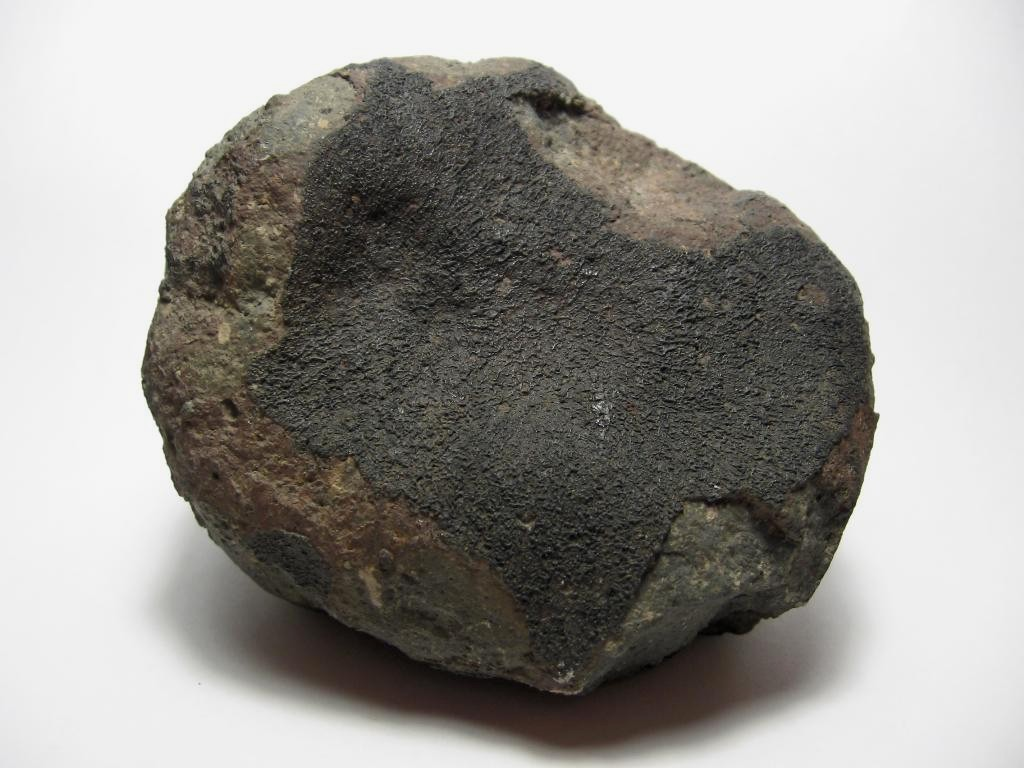
Condrita carbonácea CV3 que cayó en México en 1969, de 520 g.

Las condritas carbonáceas también son conocidas como condritas C, y representan el 5 % de las condritas caídas. Se caracterizan por la presencia de compuestos de carbono, incluidos los aminoácidos. Tienen la proporción más alta de compuestos volátiles, por lo que se considera que son las que se han formado más lejos del Sol. Una de sus características principales es la presencia de agua, o de minerales alterados por ella. En 1962, en una carta publicada en la revista Science por Leslie C. Edie, se aludía a la posibilidad de que los aminoácidos y compuestos orgánicos de estas condritas hubieran sido depositados en ellas por una civilización extraterrestre, para que fueran encontrados por otra especie inteligente.

### Kakangari
Las condritas Kakangari (o condritas K) se han clasificado dentro de las condritas carbonáceas, aunque ahora forman un grupo independiente. Se caracterizan por la presencia de cóndrulos carbonáceos, por el contenido de metales de 6 % a 10 % en volumen, por su estado de oxidación intermedio entre las condritas H y E, por su matriz rica en enstatita y por su abundancia de elementos refractarios similar a las de las condritas ordinarias.
Se puede decir que muchas de sus características también se dan en las condritas O, E y C.

### Rumurutites
Los Rumurutites (también conocidos como condritas R) tienen normalmente un tipo petrológico de 3, a menos que presenten estructura de brecha, donde cada componente presenta estados de alteración de entre 3 y 6. Suelen estar muy oxidados, dándoles una apariencia rojiza, y presentar olivino rico en Fe. Casi todo el metal que contienen está oxidado o formando parte de sulfuros. Contienen menos cóndrulos que las condritas E, y parecen proceder del regolito de un asteroide.

## Presencia de agua en las condritas
En estos meteoritos hay presencia de una cierta cantidad de agua, o minerales alterados por ella. Esto hace pensar que el asteroide del cual provienen estos meteoritos debía de tener cierta cantidad de este compuesto. En los inicios del sistema solar, estaría en forma de hielo, y a los pocos millones de años de formarse el asteroide, el hielo fundiría, permitiendo que el agua en estado líquido reaccionara con los olivinos y los piroxenos, alterándolos. Posiblemente el agua percolaría al ser el asteroide bastante poroso, como ocurre en los acuíferos terrestres, por lo que no formaría ríos ni lagos.
Se piensa que un porcentaje del agua presente en la Tierra proviene de los impactos de cometas y condritas carbonáceas sobre la superficie terrestre.

## Origen de la vida

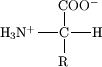
Estructura general de un aminoácido

En las condritas carbonáceas se encuentran más de seiscientos compuestos orgánicos (hidrocarburos, ácidos carboxílicos, alcoholes, cetonas, aldehídos, aminas, amidas, ácidos sulfónicos, ácidos fosfónicos, aminoácidos, bases nitrogenadas, etc) que se sintetizaron en distintos lugares y momentos. Se pueden dividir en tres grupos: fracción no soluble en cloroformo y metanol, hidrocarburos solubles en cloroformo y fracción soluble en metanol (incluye a los aminoácidos).

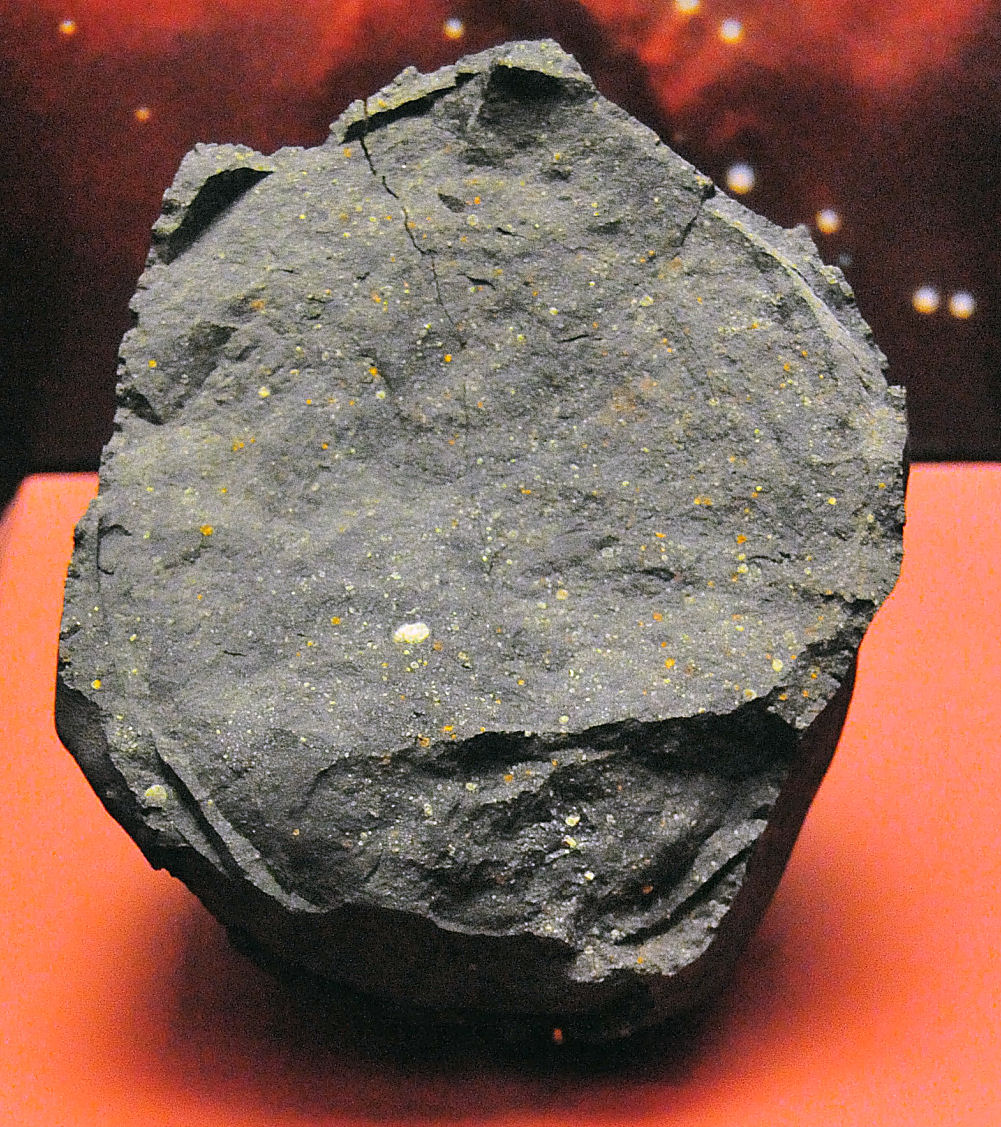
Meteorito Murchison expuesto en el Museo Nacional de Historia Natural de la Institución Smithsoniana (Washington).

La primera fracción parece ser de origen interestelar, y los compuestos pertenecientes a las otras dos fracciones se han debido de generar en un planetoide. Se ha propuesto que los aminoácidos se han sintetizado cerca de la superficie del planetoide por la radiólisis (disociación de moléculas por radiación) de hidrocarburos y carbonato amónico en presencia de agua líquida, y que los hidrocarburos se han podido formar en profundidad por un proceso similar al Fischer-Tropsch. Estas condiciones pueden presentar analogías con los eventos que originaron la vida en la Tierra.
Una condrita bien estudiada es el meteorito Murchison, que cayó en Australia en la localidad que le da el nombre el 28 de septiembre de 1969. Se trata de un CM2, y contiene aminoácidos comunes como la glicina, alanina y ácido glutámico, y otros poco comunes como la isovalina y pseudoleucina.
Dos meteoritos recogidos en la Antártida en 1992 y 1995 tienen unas abundancias de aminoácidos de 180 y 249 ppm (lo normal en condritas carbonáceas es quince o menos). Esto podría indicar que la materia orgánica en el sistema solar es más abundante de lo que se cree, y refuerza la idea de que los compuestos orgánicos presentes en la sopa primordial podrían tener origen extraterrestre.